# 오우치정 (야마구치현)
오우치정(大内町)은 야마구치현 요시키군에 존재했던 정이다. 현재의 야마구치시에 해당한다. 1963년 5월 1일 편입 합병해 야마구치시의 일부가 되었다.

## 지리
현재 야마구치시 동부, 광역 합병 전 야마구치시 남동부에 위치하며 산으로 둘러싸인 지역이다. 구 오우치촌은 야마구치시 동부, 현 야마구치시 중심 시가지의 남쪽에 인접한 농촌이 펼쳐진 지역이다.

## 역사
- 1955년 4월 1일 - 니호촌, 오사바촌, 오우치촌이 합병해 성립하였다.
- 1963년 5월 1일 - 야마구치시에 편입, 동일 오우치정은 폐지되었다.

## 현재
현재는 1955년 합병 이전의 촌역을 기준으로 야마구치 시의 지역 중 하나(오우치 지구, 인보 지구, 고사바 지구)로 나뉘어져 있으며, 각각 야마구치 시청 출장소가 설치되어 있다.오우치 지구(구 오우치무라)는 야마구치 시가지의 중심부에 가까워 최근 택지화가 진전되고 있으며, 야마구치 지역에서도 인구가 증가하고 있는 지역 중 하나가 되고 있다.